# Сноуборд на зимних Олимпийских играх 2014 — квалификация
Квалификация по сноуборду на зимние Олимпийских играх 2014 проходила с 1 июля 2012 по 19 января 2014 года. Она должна была выявить, сколько спортсменов и из каких стран смогут участвовать на соревнованиях.
Всего в квалификационном отборе на зимние Олимпийские игры 2014 смогли участвовать 252 спортсмена: 142 мужчин и 110 женщин. Каждый НОК смог выставить не более 14 мужчин или 14 женщин, причём не больше четырёх в каждой дисциплине. Всего не более 24 спортсменов от страны.

## Квота по дисциплинам
| Дисциплина                     | Мужчины | Женщины |
| ------------------------------ | ------- | ------- |
| Слоупстайл                     | 30      | 24      |
| Хафпайп                        | 40      | 30      |
| Сноуборд-кросс                 | 40      | 24      |
| Параллельный слалом            | 32      | 32      |
| Параллельный гигантский слалом | 32      | 32      |

## Критерии отбора спортсменов
Для прохождения на Олимпийские игры каждый спортсмен должен удовлетворять хотя бы одному из двух требований:
- Спортсмен должен занимать места с 1 по 30 на этапах Кубка мира по сноуборду в сезонах 2012-2013 и 2013-2014 или на Чемпионате мира 2013, а также иметь минимальные 100 FIS-очков для всех дисциплин, кроме слоупстайла (в этом виде минимум – 50 FIS-очков).